# Петион де Вильнёв, Жером
Жеро́м Петио́н де Вильнёв (фр. Jérôme Pétion de Villeneuve; 3 января 1756, Шартр — 18 июня 1794, близ Сент-Эмильона) — деятель Великой французской революции, жирондист, мэр Парижа (1791—1792).

## Молодость
Сын шартрского прокурора, в 1778 году стал адвокатом и тогда же написал эссе «О путях предотвращения детоубийств», которое настолько понравилось будущему вождю жирондистов Бриссо, что тот в 1781 году опубликовал его в своём журнале «Философская и юридическая библиотека». В дальнейшем опубликовал ряд эссе о реформе права и судопроизводства, где, в частности, требовал допущения брака для священников и нападал на феодальный принцип первородства. В своих работах Петион проявил себя как поклонник Руссо.

## Депутат Учредительного собрания
В 1789 году был избран в Генеральные Штаты от третьего сословия Шартра и стал одним из радикальных членов Учредительного собрания, сторонником свободы и реформ, и приобрёл большую популярность, снискав репутацию честного и делового человека. Тогда же вступил в клуб якобинцев. Он выступал за предоставление королю права приостанавливающего вето и высказался против прерогативы монарха в вопросе о праве войны и мира. В конце 1790 года он был президентом Учредительного собрания, с 15 июня 1791 — президент Уголовного трибунала Парижа. Когда Людовик XVI и его семья бежали и были задержаны в Варенне (1791), Петион вместе с Барнавом и де Латур-Мобуром был послан навстречу пленникам в качестве комиссара Собрания и держал себя с ними холодно и надменно. В последние месяцы деятельности Собрания Петион старался примирить конституционалистов с республиканцами. После завершающей сессии Ассамблеи 30 сентября 1791 парижане увенчали Петиона, наряду с Робеспьером, «гражданскими венками» как выдающихся героев свободы.

## Мэр Парижа
14 ноября 1791 года, после отказа Байи от должности парижского мэра, на эту должность был избран Петион. В народе его называли «король Петион». Петион был по-прежнему тесно связан с Бриссо, жирондисты имели в его лице большую поддержку.
Позиция Петиона оказалась особенно важной в дни свержения монархии летом 1792 года. На 20 июня, в годовщину клятвы в зале для игры в мяч, готовилась революционная демонстрация; Петион не мог не знать этого. Вооружённая толпа в 40 тысяч человек направилась к Законодательному собранию, с пением дефилировала в зале заседаний и проникла во дворец, где в течение трёх часов издевалась над королём. Только к вечеру явился Петион и уговорил народ мирно разойтись.
По предложению директории департамента и совета министров король отрешил Петиона от должности парижского мэра (6 июля) за бездействие во время беспорядков. Но Петион был уже настоящим кумиром толпы; она потребовала его возвращения. 14 июля громадная толпа встретила короля при его проезде криком «Петион или смерть». Законодательное собрание восстановило Петиона в должности мэра.
В Париже велись активные приготовления к свержению монархии. Ещё 21 июля готовилось вооружённое нападение на дворец, но Петион предупредил взрыв недостаточно организованного восстания. 3 августа Петион явился от имени муниципалитета в Законодательное собрание с требованием отрешения Людовика. На утро 10 августа было назначено нападение на дворец, во время которого Петион не принимал решительных мер против повстанцев. Его вызвали из Тюильри в законодательное собрание; когда он возвратился в ратушу, к нему была приставлена стража в 300 человек. В сентябрьских убийствах Петион не участвовал.

## Депутат Конвента
Избранный членом Конвента от департамента Эр и Луар, он был первым его председателем. В ходе последовавшей борьбы между жирондистами и монтаньярами, Петион был одним из лидеров первых. Он был за отмену королевской власти и провозглашение республики, но решительно порицал сентябрьские убийства и нападал на Робеспьера. Против жирондистов и самого Петиона выступил Марат; Петиону пришлось отказаться от должности мэра. Во время суда над королём Петион высказался за казнь, но с отсрочкой. 25 марта Петион был выбран в члены Комитета общественного спасения; на этом посту имел резкую стычку с Робеспьером, который обвинил его в том, что он знал об измене Дюмурье и скрыл её.

## Последний год и смерть
2 июня 1793 года жирондисты пали. В числе 84 депутатов, изгнанных из Конвента, был и Петион. Он бежал в Эврё, а оттуда в Кальвадос, сделавшийся центром восстания жирондистов.  После поражения восстания Петион, по-видимому, отравился. Его труп, полусъеденный волками, был найден рядом с трупом Франсуа Бюзо в поле близ аквитанского городка Сент-Эмильон, где долгое время скрывалась последняя группа жирондистов (июнь 1794 года). Петион и Бюзо погибли вскоре после того, как покинули убежище; их товарищи Гаде, Саль и Барбару попали в руки властей и были казнены, из всей сент-эмильонской группы спасся всего один человек — автор романа «Фоблаз» Луве де Кувре, сумевший добраться до Парижа.
Петион оставил мемуары, опубликованные в 1864 году.

## Цитаты
- «Буржуазии столько раз твердили о войне имущих и неимущих, что эта мысль преследует её теперь неотступно» (Письмо Франсуа Бюзо, 6 февраля 1792 года[6].)